# Curva di Hubbert
La curva di Hubbert (o hubbertiana), così chiamata dal geologo M. King Hubbert è la derivata della funzione logistica.
Un esempio della curva di Hubbert può essere espressa come:
{\displaystyle x={e^{t} \over (1+e^{t})^{2}}={1 \over 2+2\cosh t}}
La curva è molto simile, ma non identica, ad una distribuzione normale. È stata inizialmente intesa come modello per la stima della quantità di petrolio estraibile da un giacimento. Secondo questo modello, la quantità del petrolio estratto, e quindi prodotto,  è determinata dalla velocità nello scoprire nuovi giacimenti petroliferi. Superato il punto di massima della funzione (detto picco di Hubbert) si avrà un declino dell'estrazione di petrolio che tenderà infine a zero.
Hubbert applicò per la prima volta il suo modello alla produzione petrolifera degli Stati Uniti d'America, riuscendo a prevedere con dieci anni di anticipo che questa produzione avrebbe raggiunto il suo massimo all'inizio degli anni settanta. Tuttavia, l'applicabilità della curva di Hubbert presenta dei limiti poiché non tiene in considerazione gli effetti delle nuove tecnologie, delle manovre dei governi e di particolari congiunture economiche.